# 夏斯利韋 (圖利欽區)
48°27′16″N 28°49′49″E / 48.45444°N 28.83028°E
夏斯利韦（烏克蘭語：Щасливе）， 2024年9月前名为克拉斯内（烏克蘭語：Красне），是烏克蘭西南部文尼察州圖利欽區克雷若皮爾市鎮的村落。始建於1917年，面積0.32平方公里，海拔高度313米，2001年人口64，人口密度每平方公里201.26人。
2024年9月19日乌克兰最高拉达将此村改名为“夏斯利韦”。